# Parageron modestus
Parageron modestus är en tvåvingeart som först beskrevs av Friedrich Hermann Loew 1873.  Parageron modestus ingår i släktet Parageron och familjen svävflugor. Inga underarter finns listade i Catalogue of Life.